# فاسيلي جوكوفسكي
فاسيلي جوكوفسكي (بالروسية: Васи́лий Андре́евич Жуко́вский ؛ 9 فبراير 1783 - 24 أبريل 1852) شاعر ومترجم روسي شهير، يعتبر أحد مؤسسي مذهب الرومانسية في الأدب الروسي.

## حياته
ولد فاسيلي جوكوفسكي في 9 فبراير عام 1783 في قرية ميشينسكويه بمحافظة تولا الروسية، بعائلة اقطاعي كبير. وكان ابنا غير شرعي لابيه افاناسي بونين (1716-1791). وامه تركية تم اسرها في قلعة بنديري ابان الحرب الروسية التركية. وتبناه اندريه جوكوفسكي أحد الاقطاعيين الصغار لدى حاشية والده الاصلي، الامر الذي مكنه من الانخراط في الخدمة العسكرية بفوج أستراخان للخيالة في أيام صباه ونيله لقب نبيل روسي. وتلقى التعليم الابتدائي على ايدي اقرباء اسرة بونين، ثم واصل دراسته في مدرسة خاصة، وبعدها في مدرسة شعبية تم اقصاؤه عن الدراسة فيها لعجزه عن استيعاب المواد الدراسية المطروحة عليه. ومكنته اخته غير الشقيقة يوشكوفا من اتمام الدراسة. وخطا في منزلها أول الخطوات في مضمار الإبداع الادبي.
في عام 1797 التحق جوكوفسكي بمدرسة النبلاء التابعة لجامعة موسكوحيث بدأ في نظم الاشعار. ونشرت عام 1802 مجلة «نشرة أوروبا» التي كان يصدرها المؤرخ والاديب الروسي المعروف كارامزين نشرت أول قصيدة له اسمها «مقبرة ريفية» التي تعتبر ترجمة حرة لرثاء الشاعر الإنجليزي توماس غريه. وتجلت في تلك القصيدة انطباعات وأراء سادت في وسط ممثلي مذهب العاطفية الروسية. واكتسب ابداع جوكوفسكي طابعا رومانسيا منذ نشره لاناشيد «ليودميلا» و«سفيتلانا» و«كاساندرا» الرومانسية اعوام 1808 – 1812 وذلك استنادا إلى مراجع اجنبية للشعراء الرومانسيين.
التحق فاسيلي جوكوفسكي في خريف عام 1812 بالميليشيات الشعبية التي كانت تقاوم تقدم جحافل نابليون نحو موسكو في حرب عام 1812 ، الامر الذي اغنى نتاجه الادبي بالقصيدتين «مغن ضمن الفرسان الروس» عام 1812 و«رسالة إلى الإمبراطور ألكسندر» عام 1814 اللتين جعلته مشهورا ليس ضمن الأدباء فحسب بل وضمن الأوساط الواسعة للقراء الروس.
بدأت منذ عام 1815 مرحلة جديدة في حياة جوكوفسكي حين انضم إلى حاشية الإمبراطور بمثابة شاعر البلاط ثم بصفة مرب لولي العهد الكسندر الثاني.
شهدت اعوام 1810 – 1820 ازدهارا في ابداع الشاعر الذي كتب الانشودتين «قيثار ايول» عام 1814 و«فاديم» عام 1817 والقصائد الرومانسية «لون العهد» عام 1819 و«البحر» عام 1822 وغيرها، وترجم الانشودة «قصر سمالغوم» بقلم الكاتب البريطاني فالتر سكوت.
وازداد نفوذه في حاشية القيصر بذيوع صيته في روسيا لكونه شاعرا رومانسيا كبيرا، الامر الذي مكنه من تخفيف القيود على الشاعر ألكسندر بوشكين المنفي إلى شمال روسيا وتحرير الشاعر الأوكراني تاراس شيفتشينكو من قيود القنانة. وتخفيف العقوبات المفروضة على الثوار«الديسمبريين».
وفي اواخر ثلاثينات لقرن التاسع عشر ساءت علاقاته مع حاشية الإمبراطور نيكولاي الأول الذي حمله على التقاعد الفخري. وقرر جوكوفسكي مغادرة روسيا. فتوجه إلى ألمانيا حيث تزوج يليزافيتا الابنة الفتية لصديقه القديم الفنان ريتيرن. واتصفت المرحلة الاخيرة من حياته في المهجر بالنتاج الادبي الوفير حيت قام بترجمة ملحمة «رستم وسهراب» الفارسية وملحمة «أوديسة» الاغريقية بقلم هوميروس وحكاية «نال ودامايانتي» الهندية، وألف حكاية «الأمير ايفان والذئب الرمادي.»
توفي فاسيلي جوكوفسكي في مدينة بادن بادن الألمانية في 12 ابريل عام 1854 وتم نقل رفاته إلى مدينة بطرسبورغ الروسية حيث تم دفنه في مقبرة كاتدرائية الكسندر نيفسكي.

## روابط خارجية
- فاسيلي جوكوفسكي على موقع الموسوعة البريطانية (الإنجليزية)
- فاسيلي جوكوفسكي على موقع ميوزك برينز (الإنجليزية)